# Arbeidsvoorwaarde
Een arbeidsvoorwaarde is een voorwaarde waaronder werk wordt verricht, bijvoorbeeld met betrekking tot betaling, werktijden en vakantiedagen.

## Nederland
In Nederland worden arbeidsvoorwaarden vastgelegd in een of meerdere van de volgende overeenkomsten/regelingen:
- Een arbeidsovereenkomst. De arbeidsovereenkomst wordt gesloten tussen de werknemer en de werkgever.
- Een collectieve arbeidsovereenkomst (cao). In de cao spreken werknemersvereniging en werkgever(svereniging) af welke arbeidsvoorwaarden voor de werknemers gelden.
- Een andere arbeidsvoorwaardelijke regeling, zoals een bedrijfseigen regeling (concernregeling). Dergelijke arbeidsvoorwaardelijke regelingen worden veelal met de ondernemingsraad overeengekomen.

Sommige arbeidsvoorwaarden kan de werkgever eenzijdig vaststellen. Hierbij is hij gebonden aan de arbeidsovereenkomst, de cao en de Wet op de Ondernemingsraden.
Met werknemers bij de overheid (ambtenaren) wordt geen arbeidsovereenkomst afgesloten. Op ambtenaren is niet het Burgerlijk Wetboek van toepassing, maar de Ambtenarenwet. Ambtenaren worden (eenzijdig) door de overheid aangesteld. Overleg over de arbeidsvoorwaarden vindt plaats met de (overheids)vakbonden. Bij diverse onderwijssectoren is er wel een cao, zie bijvoorbeeld de werkloosheidsuitkeringsregelingen in overheidssectoren.
Arbeidsvoorwaardenbeleid (het beleid van een werkgever op het gebied van arbeidsvoorwaarden) is een onderdeel van het algehele personeelsbeleid.

### Primair - secundair - tertiair
In Nederland wordt onderscheid gemaakt tussen primaire en secundaire arbeidsvoorwaarden. Tegenwoordig worden secundaire arbeidsvoorwaarden veelal gesplitst in secundaire en tertiaire arbeidsvoorwaarden.
Als primaire arbeidsvoorwaarden worden in het algemeen (onder andere) het loon, stukloon, (salaris) en arbeidsduur beschouwd.
Het onderscheid tussen secundaire en tertiaire arbeidsvoorwaarden is niet altijd duidelijk en de meningen verschillen hierover. Secundaire of tertiaire arbeidsvoorwaarden zijn bijvoorbeeld:
- vakantieregelingen
- dertiende maand
- leaseauto
- fiets of scooter van de zaak
- reiskostenvergoedingen
- korting op cultuur en ontspanning
- provisie
- bonus
- pensioen
- winstdeling
- aandelengerelateerde beloningen
- overwerktoeslag
- scholing en studiefaciliteiten
- kinderopvang
- bovenwettelijke regelingen van sociale zekerheid